# Varroa

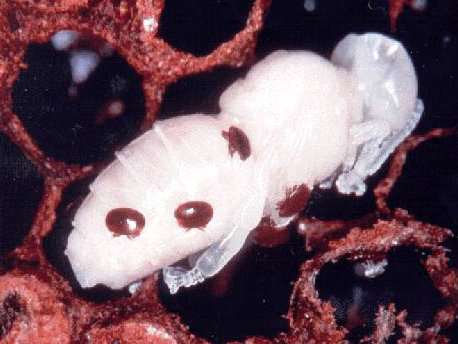
Клещи Varroa destructor на куколке пчелы

Varroa (лат.) — род паразитических клещей, использующих в качестве хозяев медоносных пчёл и их расплод, вызывая варроатоз. Род назван в честь Марка Теренция Варрона, римского учёного и практического пчеловода. Один из двух родов (вместе с Euvarroa) в составе семейства Varroidae. Представляют большую опасность для пчеловодства, поскольку эти клещи поедают жизненно важное жировое тело, что часто приводит к гибели пчёл.

## Описание
Клещи рода Varroa отыскивают своих жертв дистанционно, используя своё обоняние, а также терморецепторы, для определения тепла, выделяемого роем. Также их привлекают вибрации, создаваемые пчёлами. Однако, по-видимому, основным фактором притягивающим их является всё же тепло.
Вспышки численности клеща тесно связаны с циклом жизни пчелиной семьи. Это определяется особенностями размножения паразита. В частности, в семьях медоносных пчёл, поражённых варроатозом, оплодотворённые самки клеща отыскивают ячейки с 8-9-дневным расплодом и откладывают туда яйца. После запечатывания ячейки клещ проходит свой полный цикл развития, паразитируя на куколке. Пчела из ячейки с единственным паразитом выходит ослабленной, если паразитов было больше, то помимо уменьшения размеров получающейся пчелы, наблюдаются дефекты строения тела пчелы — в первую очередь не развиваются крылья, во вторую — лапки и усики. Большое число паразитов может привести к гибели куколки. При большой поражённости семьи варроатозом в одной ячейке можно обнаружить до 6 молодых клещей.
Тело самки клеща округлое (ширина 1,8 мм, длина 1,1 мм), коричневого цвета. Тело самца мягкое, молочно-белого цвета и меньше, чем у самки. Самки живут в течение года, самцы — 15—20 дней. Перезимовавшие на теле пчелы самки с появлением в гнезде расплода откладывают на внутренних стенках ячеек с личинками по 4—8 яиц. Примерно через 2 дня из отложенных яиц вылупляются личинки.
В связи с меньшей температурой в расплоде, большем объёме ячейки и питательных веществ в ней, пик популяции клеща приходится на период массового вывода трутней в пчелиных семьях. Эта же особенность развития клещей позволяет несколько сбивать весенний рост численности клещей в семьях медоносных пчёл, изымая трутнёвый расплод после его запечатывания.
Взрослые клещи паразитируют на пчёлах и личинках. Традиционно считалось, что они питаются гемолимфой хозяев, однако согласно последним исследованиям, клещи потребляют в основном жировое тело. Чаще всего клещей можно заметить в пазухах возле крыльев, с обратной стороны брюшка, между лапками пчелы. Сама пчела самостоятельно сбросить клеща не может, а сигнальная система пчёл не имеет соответствующих сигналов для организации коллективных действий, хотя в некоторых гнёздах пчёлы наловчились счищать друг с друга этих паразитов.

## Систематика
Род включает 4 вида в узком таксономическом объёме (или 6 видов в широком объёме с учётом предложенного, но не принятого в сообществе акарологов включения в него в двух видов рода Euvarroa). Один из двух родов (вместе с Euvarroa) семейства Varroidae.
- Varroa destructor Anderson & Trueman, 2000 — опасный паразит, поражающий как китайскую восковую пчелу (Apis cerana), так и медоносную пчелу (Apis mellifera).
- Varroa jacobsoni Oudemans, 1904 — паразит китайской восковой пчелы (Apis cerana). В настоящее время считается главным виновником продолжающейся уже десятки лет на планете панзоотии варроатоза.
- Varroa rindereri de Guzman & Delfinado-Baker, 1996 — паразит пчелы Кожевникова (Apis koschevnikovi)[8].
- Varroa underwoodi Delfinado-Baker & Aggarwal, 1987[9].

Виды рода Euvarroa Delfinado et Baker, 1974, иногда включаемые в род Varroa:
- Euvarroa sinhai Delfinado et Baker, 1974[1][2] — впервые был обнаружен 1970–х годах в Таиланде и в 1980–х в Шри-Ланке на взрослых трутнях Аpis florea Fabricius, 1797. Встречается также в Индии и Иране. Паразитирует на пчелином и трутневом расплоде медоносной пчелы, вызывает заболевание трутневого расплода – эуварроатоз[10].
- Euvarroa wongsirii Lekprayoon & Tangkanasing, 1991[11][2] — обнаружен на пчеле Apis andreniformis Smith, 1858; распространён в Таиланде и Малайзии, возможно также в Индии и Индонезии[10].